# フランシスコ・エルナンデス・デ・トレド
フランシスコ・エルナンデス・デ・トレド（スペイン語: Francisco Hernández de Toledo、1514年 – 1587年1月28日）はスペインの博物学者、スペイン王室の侍医である。1570年に薬用植物の研究のために新大陸に渡った最初の学者である。

## 略歴
トレド県のラ・プエブラ・デ・モンタルバンに生まれた。アルカラ大学で医学と植物学を学び、当時の習慣に従って、医師としての名声を得るためにスペイン各地を旅して治療を行った。グアダルーペの修道院・病院やトレドのメンドーサ病院で働き、薬用植物の研究で有名になり、古代ローマの博物学者、ガイウス・プリニウス・セクンドゥスの著作のスペイン語訳を行い、自ら行った人体の解剖の所見を加筆している。1567年にスペイン王、フェリペ2世の侍医となった。

## 新大陸の探検
1570年に新大陸の薬用植物と動物の調査を命じられ、歴史上最初の新大陸の科学目的の調査を行った人物となった。息子のフアンとともに新大陸に渡り、メキシコで標本の収集と分類、通訳を通して先住民の話を聞き、医療の研究を行った。現地人の3人の画家、Baptized Antón、Baltazar Elías、Pedro Vázquezに図版を描かせた。
1576年には疫病による新大陸植民地化とアズテク族の人口激減（英語）が発生し、外科医の Alonso López de Hinojosos（ウィキデータ） と内科医 Juan de la Fuenteの行った検死に立ち会った。エルナンデスは恐ろしい症状をナワトル語で「cocoliztli」と呼び、その的確な記述からペストであったことが読み取れるquote=Summary. The native population collapse in 16th-century Mexico was a demographic catastrophe with one of the highest death rates in history. Recently developed tree-ring evidence has allowed the levels of precipitation to be reconstructed for north-central Mexico, adding to the growing body of epidemiologic evidence and indicating that the 1545 and 1576 epidemics of cocoliztli (Nahuatl for "pest") were indigenous hemorrhagic fevers transmitted by rodent hosts and aggravated by extreme drought conditions.（梗概：16世紀メキシコにおける先住民の人口崩壊は歴史上、最も死亡率の高い人口動態の大惨事であった。最近、樹木の年輪による降水量の算出法が開発され、それによるとメキシコ中北部の1545年と1576年は極端な干ばつであったという。また両年の流行病の実態はナワトル語で「ココリストリ」（害虫）として記録され、疫学的証拠が増えたことから、げっ歯類の宿主が媒介する伝染性出血熱であったことが示された。）。
7年の滞在中、メキシコの3.000を越える植物に関して残した記録は貴重なものであり、当時のヨーロッパの植物の命名法では困難な分類を現地の呼び名を使って記述した（主にナワトル語）。He also used categories of native names, comparison to Old World plants, or a combination of those two instead of the traditional categories of trees, shrubs, and herbs.。エルナンデス・デ・トレドが著書で取り上げた植物にはバニラ（初出）、トウモロコシ (Zea mays L.) には相当のページ数を使い詳細に記し、カカオ4種、タバコ、トウガラシ、トマトや14章を割いたサボテンなどが含まれた。

## 著作
エルナンデス・デ・トレドはラテン語で12巻の記録を執筆し、動植物の観察に加えメキシコの先住民であるナワトル諸語を話すナワの人々の地理的分布、気象、習慣や民俗の考察を述べている。スペイン語やナワトル語の版も作ろうとした。フェリペ2世には特別な装丁の16巻の書籍として献じられた。ただしスペインでの出版は許されず、エル・エスコリアルの図書館に記録は保存された。
最初の出版はIndex medicamentorum （出版地メキシコ）で、メキシコの植物の薬効を主題にまとめた索引であり、先住民がどう利用したかに基づいている。1607年発刊のフアン・バリオス（Juan Barrios）版スペイン語訳に付録として掲載された。
1671年7月17日に図書館の火災で手稿とオリジナルの記録は失われることになるが、その内訳とはフェリペ王にたびたびこわれて自身で写本を作り（1565年 - 1576年）、文字だけで893ページ、植物画を2,071ページに載せたもので、いわば改訂版が焼失した。火事の後、Codex Pomarで複数の植物画が見つかり、題名をナワトル語その他の先住民の言葉で記してあった。エルナンデスが選んで載せた図に次の動植物を含むという。
- タバコ (Nicotiana tabacum I.)
- マメイサポテ Hitian zaptote (Lucma domingenis Gaertner)
- quauhchchioalli （breast tree） (Rhus terebinthifolia Schlecht and Ham.)
- tozcuitlapilxochitl つまり cana de cuentas (C. anna indica C.)
- アルマジロ (Dasypus novemcuinctus)
- コヨーテ (Canis latrans)
- ゴクラクチョウ (Paradisa apoda)

### レッキ版

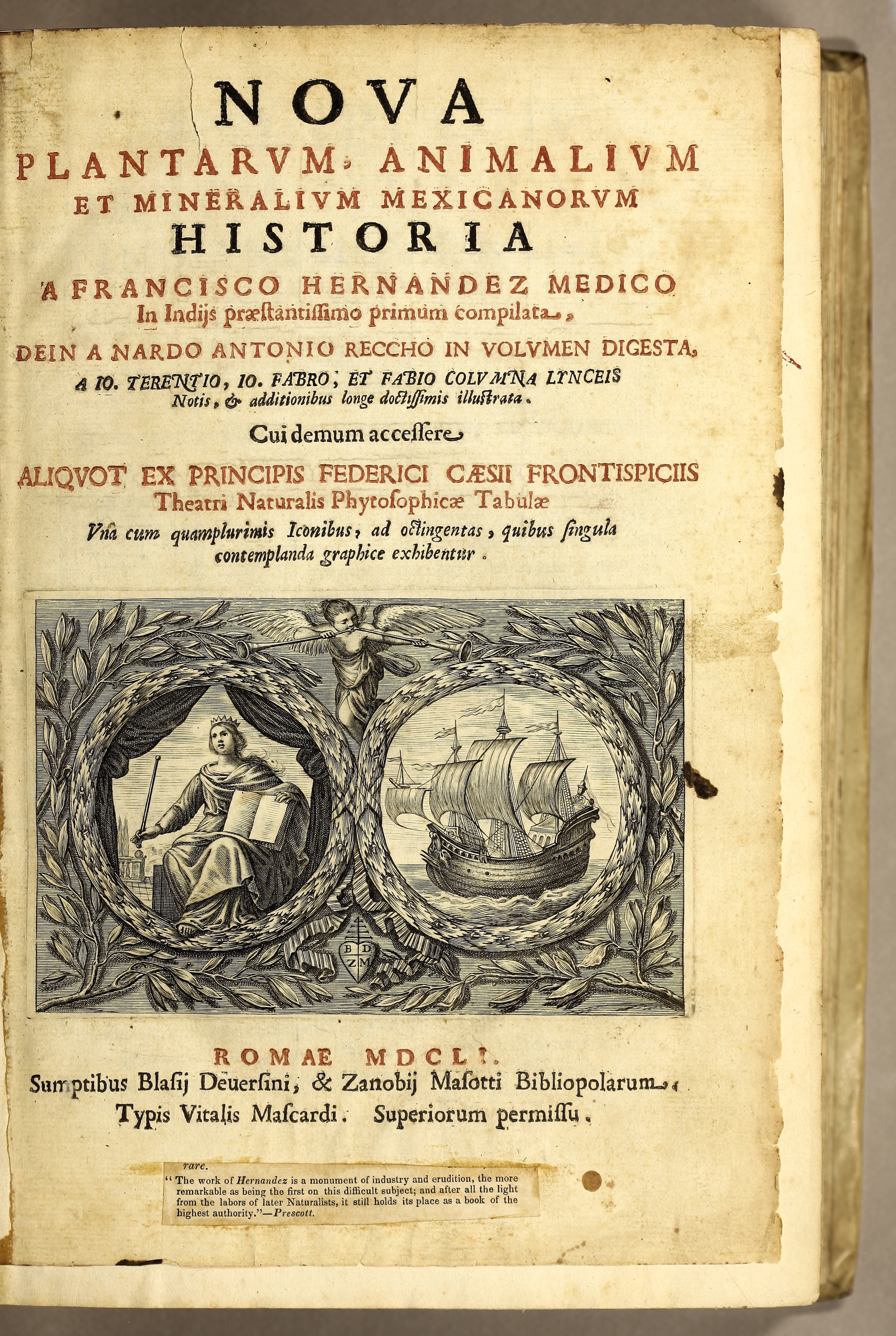
Title page of Recchi's 1651 edition of Nova plantarum, animalium et mineralium Mexicanorum historia

ナルド・アントニオ・レッキはエルナンデスが改訂した第2版を再編して加筆して出版する。フェリペ2世に雇われて1580年から医師に植物学を手ほどきした人物である。ベニト・モンタノ（Benito Montano）によると、「エルナンデスは異教徒と親しくなりすぎてヨーロッパ風に教化することを忘れた」というが、それがレッキに編纂をさせた理由ではなく、エルナンデスの健康状態が思わしくなくなったからである。
16世紀の末にはエルナンデスの写本がすでにヨーロッパのいくつかの国の科学者に広がり、イタリアのアッカデーミア・デイ・リンチェイの会員、コロンナ（Fabio Colonna）らによって再編集され、1615年に初めて、"Plantas y Animales de la Nueva Espana, y sus virtudes por Francisco Hernandez, y de Latin en Romance por Fr. Francisco Ximenez also cited as Cuatro libros de la naturaleza y virtudes de las plantas y animales que están recibidos en uso de medicina en la Nueva España published"として出版された。1790年にはスペインの植物学者、オルテガ（Casimiro Gómez Ortega）によって、新しく発見された記録をもとに"Francisci Hernandi, medici atque historici Philippi II, hispan et indiar. Regis, et totius novi orbis archiatri. Opera, cum edita, tum medita, ad autobiographi fidem et jusu regio"として出版された。
その他のイタリア人科学者で翻訳に携わった者とはPeter Martyr、フェルナンデス・デ・オビエド、シエサ・デ・レオン、 フランシスコ・ロペス・デ・ゴマラ、Agustin de Karate、Jose Acostaがある。

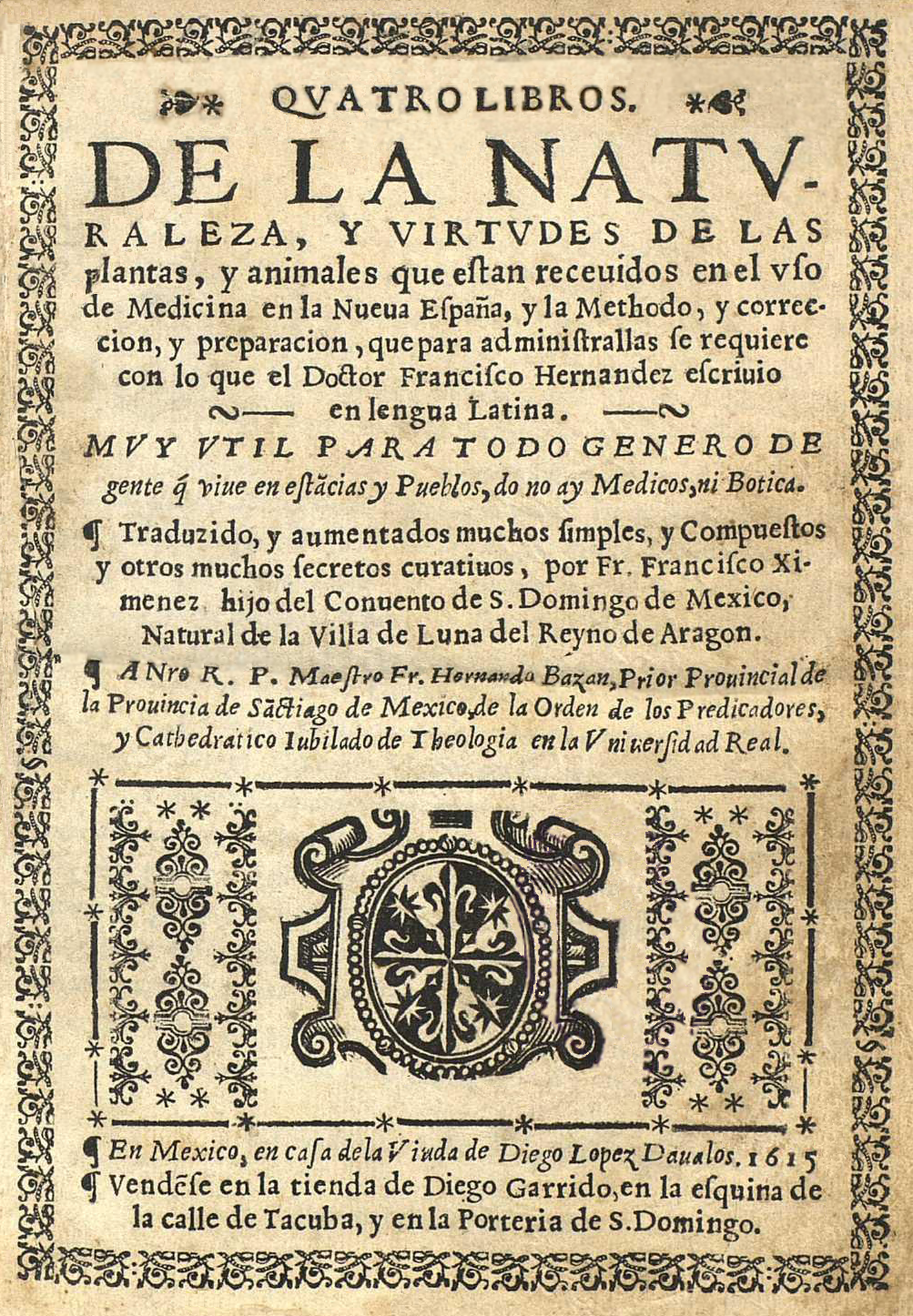
Quatro libros de la naturaleza y virtudes de las plantas y animales. México: 1615.

ウリッセ・アルドロヴァンディにも注目され、ヨーロッパの植物学の進展に貢献することとなる。
エルナンデスが紹介したメキシコ原産のアマミコウスイボクから発見された甘味成分は、彼の名にちなみヘルナンドゥルシンと命名された。

## 図版

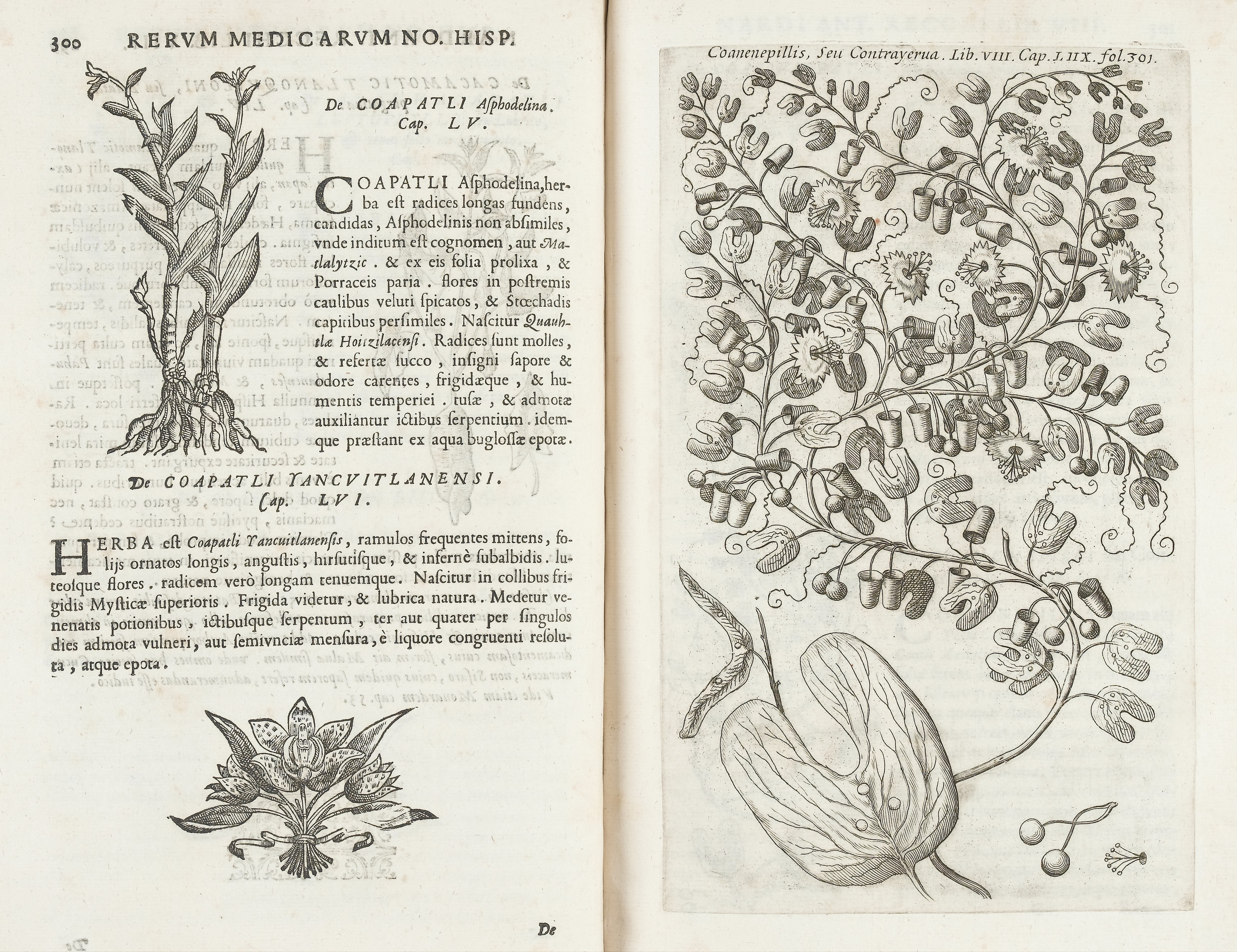
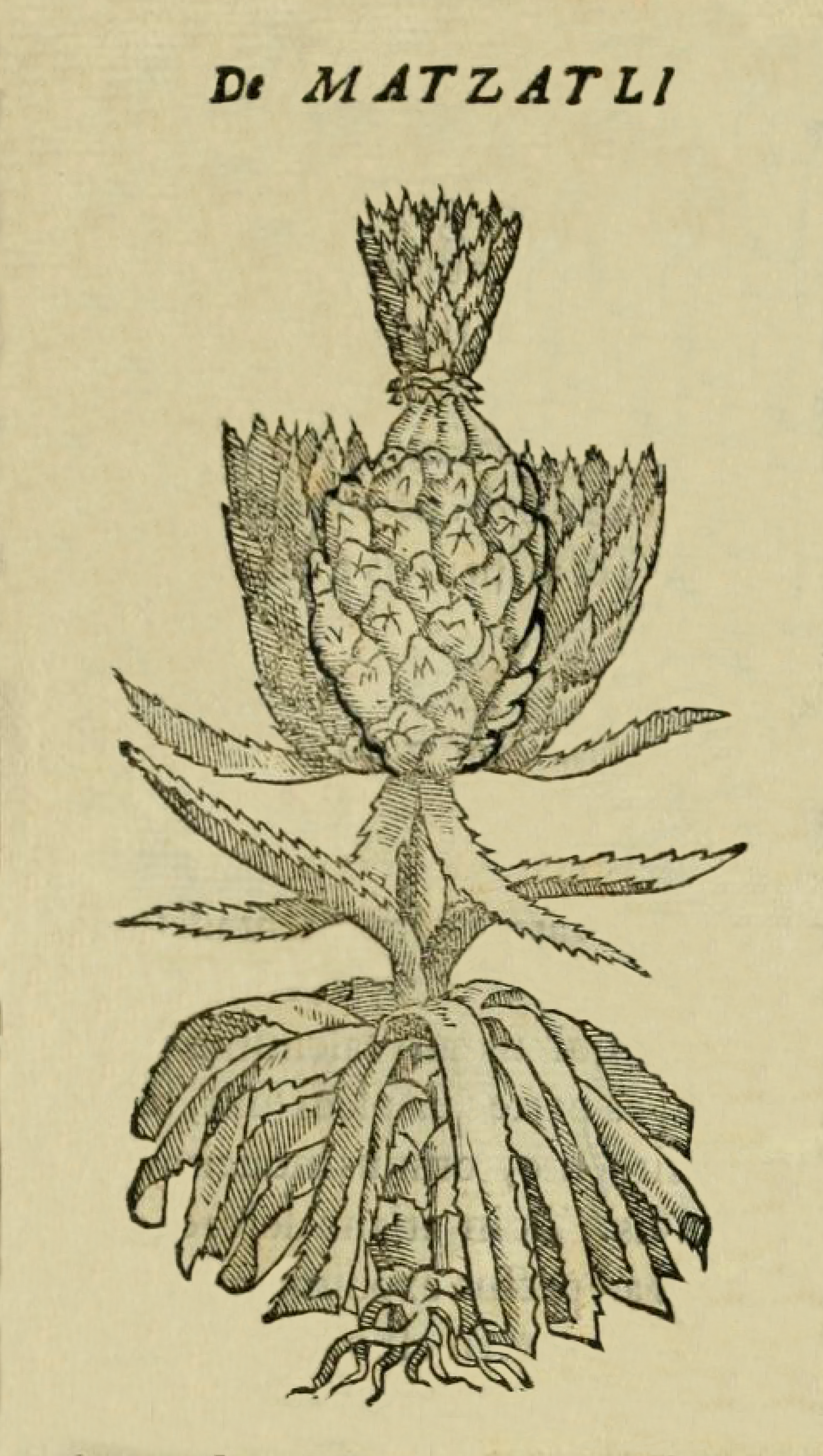
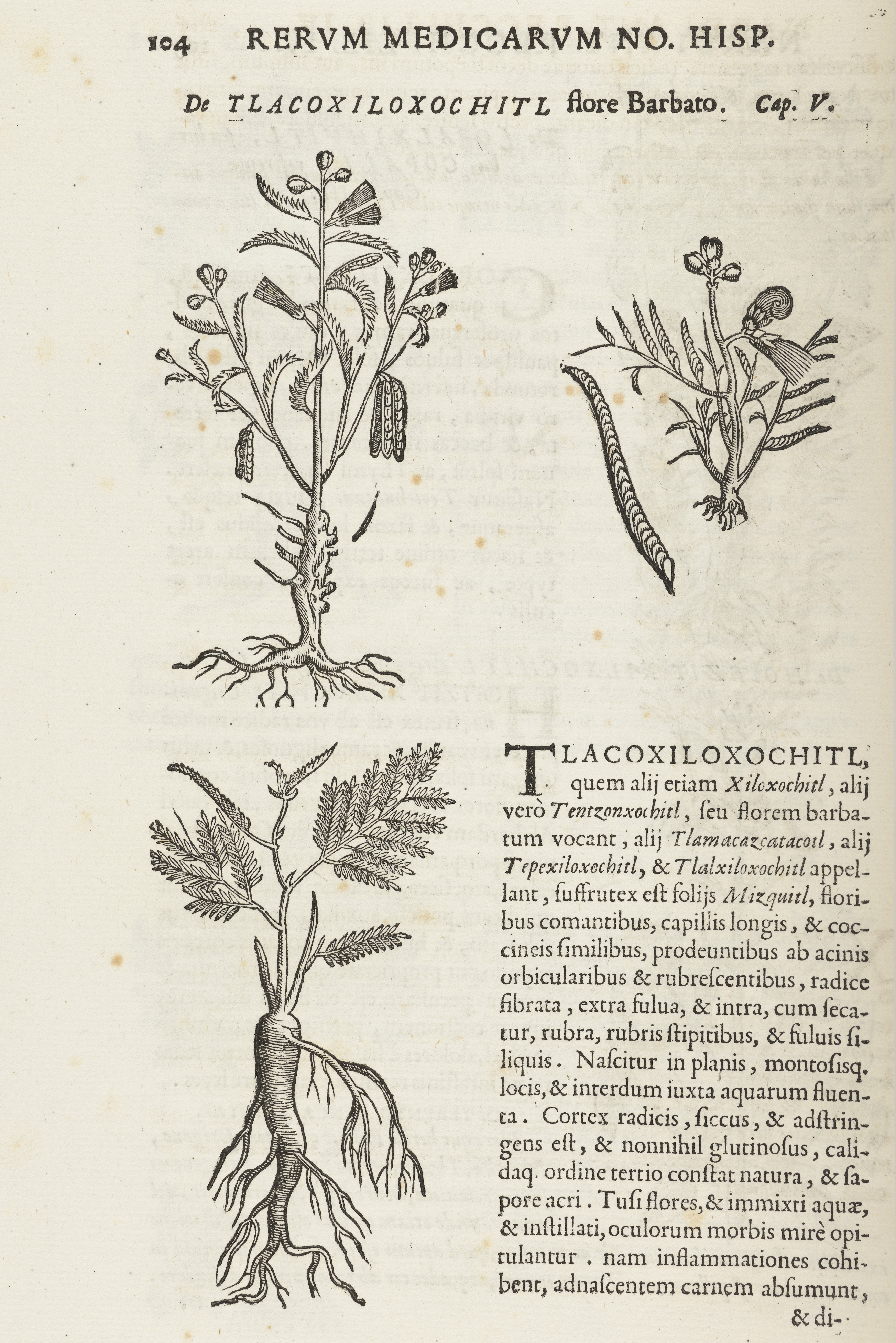
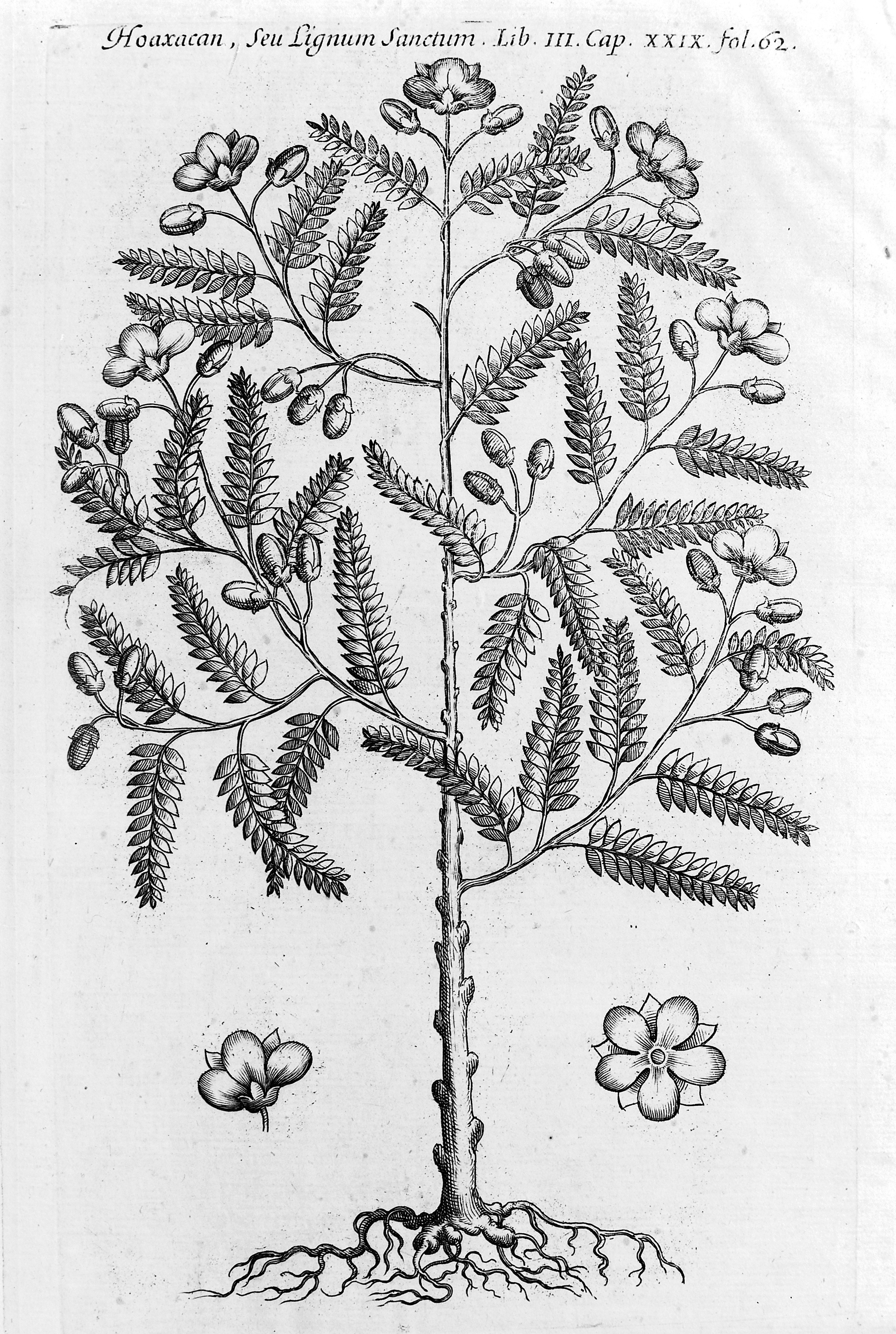

17世紀半ばに出版されたRerum medicarum Novae Hispaniae thesaurus の図版